# Phanaeus bispinus
Phanaeus bispinus là một loài bọ cánh cứng trong họ Bọ hung (Scarabaeidae).